# Wonder (entreprise)
Pour les articles homonymes, voir Wonder.
 (juillet 2012).
Si vous disposez d'ouvrages ou d'articles de référence ou si vous connaissez des sites web de qualité traitant du thème abordé ici, merci de compléter l'article en donnant les références utiles à sa vérifiabilité et en les liant à la section « Notes et références ».

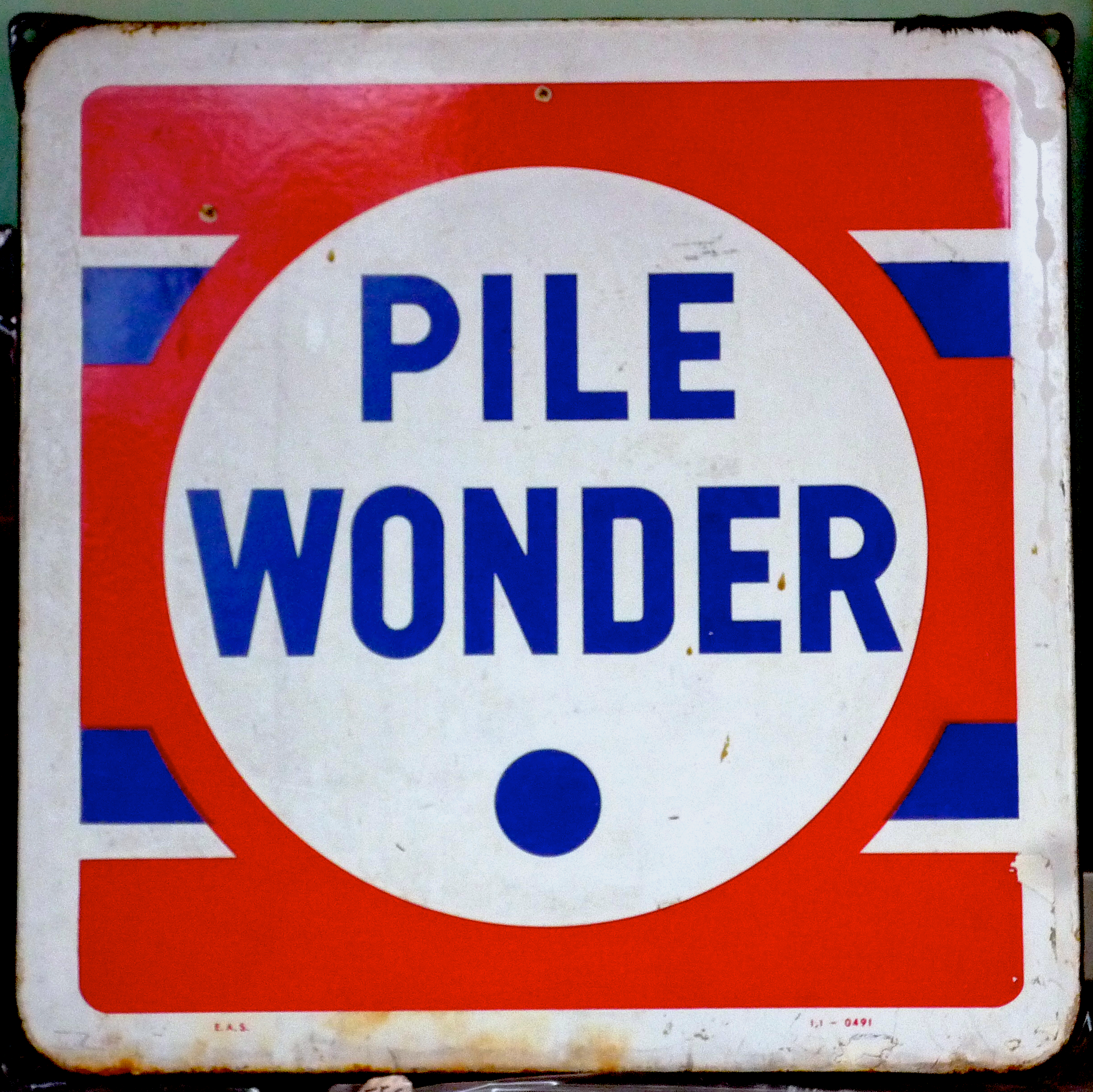
Pile Wonder plaque émaillée publicitaire vers 1930.

Wonder est une entreprise française de piles électriques créée en 1914 et rachetée en 1988 par l’entreprise américaine Ralston (Ralston-Purina). La marque disparaît en France, une petite production résiduelle sous le nom d'origine se poursuit à destination de l’Afrique et des DOM-TOM.
La marque appartient à la société Energizer France.

## Histoire

### Création
En 1914, Estelle Courtecuisse, antiquaire à Paris, rue Marcadet, crée une petite entreprise de fabrication de piles électriques salines. Elle la baptise Wonder sous l’influence de l’anglomanie créée par la présence des troupes britanniques sur le sol français lors du conflit mondial. L’entreprise connaît une croissance continue jusqu’en 1970 en restant sous le contrôle de la famille Courtecuisse. Le berceau historique de l’entreprise est situé rue des Rosiers à Saint-Ouen.

### Apogée

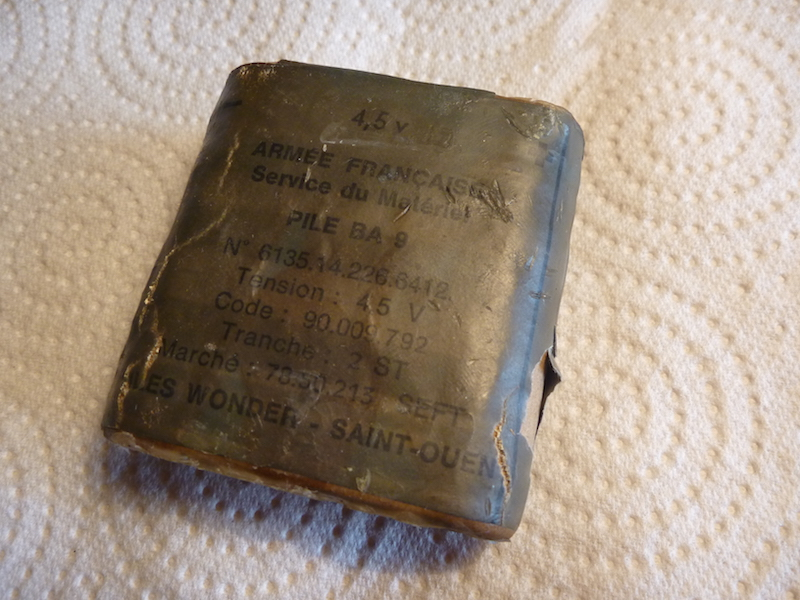
Pile de type BA9 fabriquée par Wonder à Saint-Ouen pour l'armée française. Ce modèle est similaire au modèle civil 3(L)R12 de 4.5 V.

Fournissant l’armée britannique durant la Première Guerre mondiale, puis l’armée française, la société répond à une demande de piles en hausse constante et qui augmente encore avec l’apparition du transistor dans les années 1950. Des usines sont créées à Louviers, Vernon, Lisieux et Pontchâteau.
En 1966, Wonder détient plus de 37 % du marché des piles loin devant deux autres sociétés françaises, Leclanché et Mazda.

### Difficultés et arrivée de Bernard Tapie
Au début des années 1970, la pile alcaline révolutionne le marché et les marques étrangères s’imposent sur le marché français. Wonder ne réussit pas sa reconversion.
En 1984, Luiz Fernando Francisco rachète l’entreprise qui connaît de graves difficultés. Il entreprend une profonde restructuration de l’entreprise, ferme des usines et licencie environ six cents salariés. En quelques mois, l’action Wonder rebondit de 560 %.
Bernard Tapie, qui veut retrouver la première place en Europe, rachète la société Saft-Mazda en s'alliant à Francis Bouygues. Le département « piles militaires » est immédiatement cédé à Leclanché. Une campagne de publicité est confiée à Jacques Séguéla pour relancer les ventes, Séguéla n'hésitera pas à mettre en scène Tapie en lui faisant parodier le personnage du lapin automate de la campagne de publicité de la marque Duracell, (En Amérique du nord, le lapin automate est une publicité de la compagnie Energizer), avec le slogan « Wonder, la pile qui ne s’use que si l’on s’en sert » puis seul avec une pile dans le dos et le slogan « Je marche à la Wonder ».
Malgré cette relance, la société Wonder ne se redresse pas assez pour un avenir durable.

### Liquidation
En 1986, l’usine de Saint-Ouen est fermée. En 1988, Bernard Tapie revend Saft-Mazda-Wonder à l’américain Ralston Energy Systems, qui cherche à implanter en France sa marque Energizer. En 1994, l’activité cesse dans la dernière usine Wonder à Louviers.

## Dans la culture

### Citations
Le slogan « Wonder, la pile qui ne s’use que si l’on s’en sert » est évoqué dans le 346e des 480 souvenirs cités par Georges Perec dans Je me souviens, ainsi que dans le film Le Maître d'école avec Coluche. Il est également détourné par l'hebdomadaire satirique français Le Canard enchaîné qui en fait son slogan : « La liberté de la presse ne s'use que quand on ne s'en sert pas ».

### Films
- La Reprise du travail aux usines Wonder, film de 10 min tourné en mai 1968, devant l'usine de Saint-Ouen, par Pierre Bonneau et Jacques Willemont[7].
- Reprise, film de 3 h 12 d'Hervé le Roux en 1996, qui, à partir du film de 1968, revient sur ces événements.
- Tapie (série télévisée)

## Sources
L'essentiel des informations de l'article provient du site Artmag.com.